# Rue Saint-Joseph (Lille)
Pour les articles homonymes, voir Rue Saint-Joseph.
La rue Saint-Joseph est une rue de Lille, dans le Nord, en France.

## Situation et accès
La rue Saint-Joseph, l'une des plus vieilles rues du quartier du Vieux-Lille, relie l'avenue du Peuple-Belge à la Place Saint-Joseph, elle débouche sur l' Hospice Comtesse et le palais de justice.

## Bâtiments remarquables et lieux de mémoire

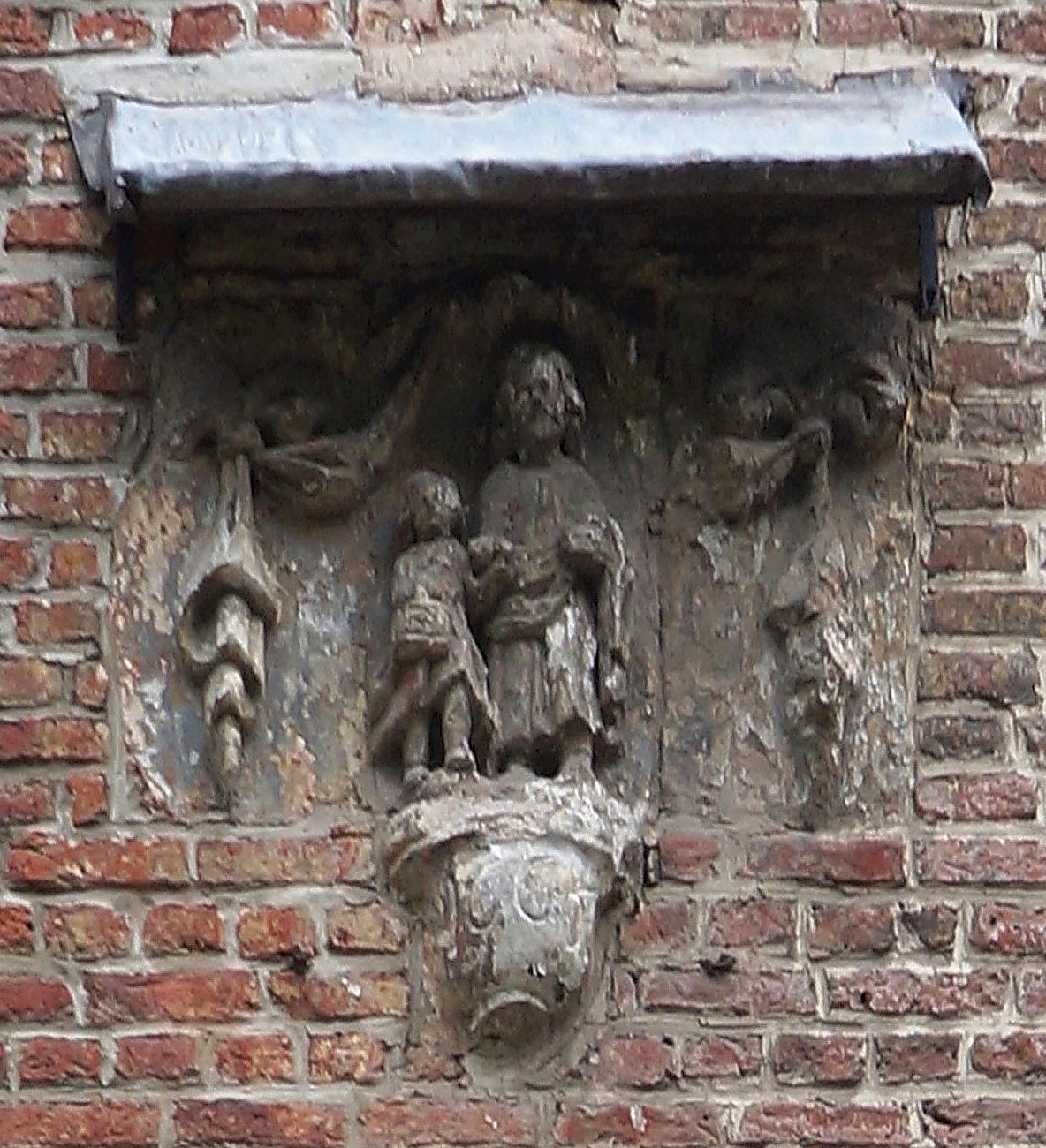
Enseigne en pierre sculptée représentant Saint-Joseph et l'Enfant-Jésus.

- Une enseigne en pierre sculptée du XVe représentant Saint-Joseph et l'Enfant-Jésus, placée dans la façade de la maison sise au no 6 de la rue, est inscrite à l'inventaire des monuments historiques par un arrêté du 9 mars 1944[1].